# فانتوم (فیلم ۲۰۲۳)
فانتوم (انگلیسی: Phantom; کره‌ای: 유령) یک فیلم جاسوسی اکشن محصول سال ۲۰۲۳ کره جنوبی بر پایهٔ رمان سال ۲۰۰۷ از مای جیا به نام فنگ شنگ است. این فیلم به کارگردانی لی هه-یونگ و با بازی سول کیونگ گو، لی هانی، پارک سو دام، پارک هه سو و سو هیون وو است. فانتوم در ۱۸ ژانویه ۲۰۲۳ منتشر شد.

## بازیگران

### اصلی
- سول کیونگ گو در نقش جونجی موریاما
- لی هانی در نقش پارک چا کیونگ
- پارک سو دام در نقش یوریکو
- پارک هه سو در نقش کایتو
- سو هیون وو در نقش چونگ گه جانگ